# Miahuatlán de Porfirio Díaz
Miahuatlán de Porfirio Díaz är en kommunhuvudort i Mexiko.   Den ligger i kommunen Miahuatlán de Porfirio Díaz och delstaten Oaxaca, i den sydöstra delen av landet, 400 km sydost om huvudstaden Mexico City. Miahuatlán de Porfirio Díaz ligger 1 554 meter över havet och antalet invånare är 17 632.
Terrängen runt Miahuatlán de Porfirio Díaz är kuperad åt sydväst, men åt nordost är den platt. Runt Miahuatlán de Porfirio Díaz är det glesbefolkat, med 19 invånare per kvadratkilometer. Miahuatlán de Porfirio Díaz är det största samhället i trakten. I omgivningarna runt Miahuatlán de Porfirio Díaz växer huvudsakligen savannskog.